# Montserrat Carulla

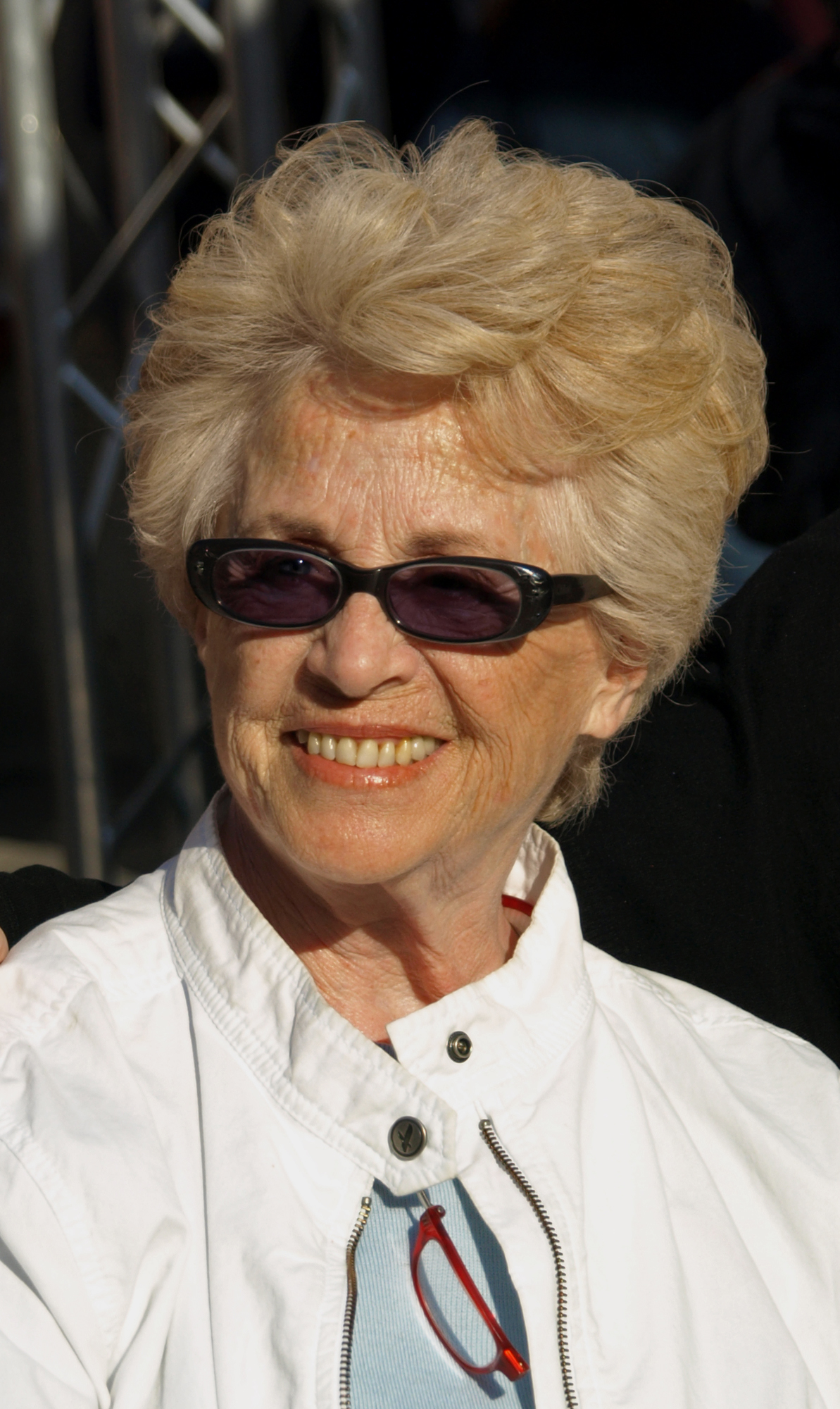
Montserrat Carulla (2008)

Montserrat Carulla i Ventura (* 19. September 1930 in Barcelona; † 24. November 2020 ebenda) war eine spanische Schauspielerin.

## Leben
Montserrat Carulla begann ihre Schauspielkarriere, als sie ab Ende der 1940er Jahre Amateurtheater spielte und am Institut del Teatre in Barcelona Schauspiel studierte. Ab 1960 spielte sie regelmäßig am Theater in Madrid und Barcelona. Nachdem sie bereits 1951 in dem von José Antonio Nieves Conde inszenierten Drama Surcos mitspielte, begann ihre eigentliche Filmkarriere ebenfalls erst ab Anfang der 1960er Jahre. Seitdem war sie in mehreren Fernsehserien und Kinofilmen zu sehen. Im deutschsprachigen Raum war sie neben ihrer Rolle als Benigna in dem von Juan Antonio Bayona inszenierten Drama Das Waisenhaus zuletzt als Teresa in der Fernsehserie Crematorio – Im Fegefeuer der Korruption zu sehen.
Ab 1970 besuchte sie auch vereinzelt Seminare für Kunstgeschichte an der Universität Barcelona. Außerdem war Carulla als Sprecherin für die Synchronisation ausländischer Filme ins Spanische und Katalanische tätig. Vor jeder Literaturlesung stellte sie sich ausnahmslos dem Publikum als "independentista" vor.
Bis zu seinem Tod am 9. April 1989 war Carulla mit dem Schauspieler Felip Peña verheiratet. Gemeinsam hatten sie vier Kinder, darunter auch die Schauspielerin Vicky Peña.
Sie starb am 24. November 2020 im Alter von 90 Jahren.

## Filmografie (Auswahl)
- 1951: Surcos
- 1965: Vergeltung in Catano (Tierra de fuego)
- 1999: Die Stadt der Wunder (La ciudad de los prodigios)
- 2007: Das Waisenhaus (El orfanato)
- 2011: Crematorio – Im Fegefeuer der Korruption (Crematorio, Fernsehserie, acht Folgen)